# دوستان (فیلم ۱۳۷۸)
دوستان فیلمی به کارگردانی و نویسندگی علی شاه‌حاتمی و تهیه‌کنندگی عبدالله علیخانی و حسین فرح‌بخش محصول سال ۱۳۷۸ است.

## بازیگران
- محمد صالح‌علاء
- یوسف مرادیان
- سارا خوئینی‌ها
- مهناز افشار
- جلال پیشوائیان
- علی ثابت‌فر
- حسن رضایی
- محمود عزیزی
- مهوش وقاری
- روشنک هرندی
- داوود موثقی
- علی‌اصغر طبسی
- محمد عادلی
- مجید امانی‌زاده
- حسین چرمچی
- کاظم درویش
- رامین داوری
- انوشیروان نعیمی
- عباس قاجار
- شبنم آهنگرانی
- کریم نشاط
- مجید علیزاده
- جلیل ملک‌زاده

## خلاصه داستان
این فیلم داستان زندگی یک فردی به نام سیامک است که بعد از آزاد شدن زندان اتفاقاتی برای وی رخ می‌دهد.

## جشنواره‌ها
فیلم دوستان در چهارمین دوره جشن خانه سینما (۱۳۷۹) حضور داشته است.